# Ủy ban Quốc gia Đảng Cộng hòa Thượng viện Hoa Kỳ
Ủy ban Quốc gia Đảng Cộng hòa Thượng viện Hoa Kỳ (tiếng Anh: United States National Republican Senatorial Committee, thường gọi với tên viết tắt NRSC) là Ủy ban Đồi của Đảng Cộng hòa tại Thượng viện Hoa Kỳ, làm việc và vận động gây quỹ với mục đích giúp các đảng viên Cộng hòa được bầu vào cơ quan này. NRSC được thành lập vào năm 1916 với tên gọi là Ủy ban Vận động Đảng Cộng hòa Thượng viện. Nó được tái tổ chức vào năm 1948 và đổi tên thành Ủy ban Quốc gia Đảng Cộng hòa Thượng viện.

## Chủ tịch
| Chủ tịch                | Tiểu bang      | Nhiệm kỳ  |
| ----------------------- | -------------- | --------- |
| Miles Poindexter        | Washington     | 1919–1921 |
| Joseph M. McCormick     | Illinois       | 1921–1923 |
| George H. Moses         | New Hampshire  | 1923–1925 |
| Lawrence C. Phipps      | Colorado       | 1925–1927 |
| Jesse H. Metcalf        | Rhode Island   | 1927–1929 |
| George H. Moses         | New Hampshire  | 1929–1931 |
| Henry D. Hatfield       | West Virginia  | 1931–1933 |
| Daniel O. Hastings      | Delaware       | 1933–1936 |
| John G. Townsend Jr.    | Delaware       | 1936–1945 |
| Owen Brewster           | Maine          | 1945–1951 |
| Styles Bridges          | New Hampshire  | 1951–1951 |
| Everett Dirksen         | Illinois       | 1951–1955 |
| Barry Goldwater         | Arizona        | 1955–1957 |
| Everett M. Dirksen      | Illinois       | 1957–1959 |
| Andrew Frank Schoeppel  | Kansas         | 1959–1961 |
| Barry Goldwater         | Arizona        | 1961–1963 |
| Thruston Ballard Morton | Kentuky        | 1963–1967 |
| George Murphy           | California     | 1967–1969 |
| John Tower              | Texas          | 1969–1971 |
| Peter H. Dominick       | Colorado       | 1971–1973 |
| Bill Brock              | Tennessee      | 1973–1975 |
| Ted Stevens             | Alaska         | 1975–1977 |
| Bob Packwood            | Oregon         | 1977–1979 |
| H. John Heinz III       | Pennsylvania   | 1979–1981 |
| Bob Packwood            | Oregon         | 1981–1983 |
| Richard Lugar           | Indiana        | 1983–1985 |
| H. John Heinz III       | Pennsylvania   | 1985–1987 |
| Rudy Boschwitz          | Minnesota      | 1987–1989 |
| Don Nickles             | Oklahoma       | 1989–1991 |
| Phil Gramm              | Texas          | 1991–1995 |
| Al D'Amato              | New York       | 1995–1997 |
| Mitch McConnell         | Kentuky        | 1997–2001 |
| Bill Frist              | Tennessee      | 2001–2003 |
| George Allen            | Virginia       | 2003–2005 |
| Elizabeth Dole          | North Carolina | 2005–2007 |
| John Ensign             | Nevada         | 2007–2009 |
| John Cornyn             | Texas          | 2009–2013 |
| Jerry Moran             | Kansas         | 2013–2015 |
| Roger Wicker            | Mississippi    | 2015–2017 |
| Cory Gardner            | Colorado       | 2017–2019 |
| Todd Young              | Indiana        | 2019–2021 |
| Rick Scott              | Florida        | 2021–nay  |